# Bùi Đình Đạm
Bùi Đình Đạm (1926-2009), nguyên là một tướng lĩnh Bộ binh của Quân lực Việt Nam Cộng hòa, cấp bậc Thiếu tướng. Ông xuất thân từ khóa đầu tiên ở trường Võ bị Quốc gia do Chính phủ Quốc gia mở ra tại Trung phần dưới sự hỗ trợ của Chính phủ Pháp với mục đích đào tạo sĩ quan người Việt phục vụ cho Quân đội Quốc gia trong Quân đội Liên hiệp Pháp. Ra trường ông được chọn về Bộ binh. Tuy nhiên, hầu hết thời gian tại ngũ, ông lại chuyên về lĩnh vực Tham mưu và Quân huấn. Ông rất hiếu học, nên mặc dù với nhiều trọng trách trong Quân đội, ông vẫn tiếp tục trau dồi thêm văn hóa và kiến thức.

## Tiểu sử & Binh nghiệp
Ông sinh ngày 26 tháng 6 năm 1926, trong một gia đình Nho giáo, có truyền thống hiếu học tại Phượng Trì, Đan Phượng, Hà Nội. Ông có người anh ruột là Quang Dũng (tên thật là Bùi Đình Diệm). Anh trai ông theo Việt Minh và là nhà thơ nổi tiếng của Việt Nam Dân chủ Cộng hòa . Năm 1946, ông tốt nghiệp Trung học chương trình Pháp tại Hà Nội với văn bằng Tú tài toàn phần (Part II). Sau đó, ông được tuyển dụng làm công chức tại Hà Đông một thời gian trước khi gia nhập quân đội.

### Quân đội Liên hiệp Pháp
Tháng 9 năm 1948, thi hành lệnh động viên, ông nhập ngũ vào Quân đội Liên hiệp Pháp, mang số quân: 46/300.784. Theo học khóa 1 Bảo Đại tại trường Võ bị Huế, khai giảng ngày 1 tháng 10 năm 1948. Ngày 1 tháng 6 năm 1949 mãn khóa tốt nghiệp với cấp bậc Thiếu úy hiện dịch. Ra trường được phân bổ làm Trung đội trưởng Trung đội 1 thuộc Tiểu đoàn 3 Bộ binh Việt Nam do Thiếu tá Vũ Văn Thu làm Tiểu đoàn trưởng.

### Quân đội Quốc gia Việt Nam
Năm 1951, sau 1 năm Quân đội Quốc gia hình thành trong Quân đội Liên hiệp Pháp, ông được thăng cấp Trung úy làm Đại đội trưởng Đại đội 1 thuộc Tiểu đoàn 3 (3e Bataillon Vietnamien - 3e Bắc VN) thay thế Đại úy Dương Quý Phan.
Đầu tháng 4 năm 1953, ông được thăng cấp Đại úy nhiệm chức. Tháng 5 năm 1954, chuyển sang lĩnh vực Quân huấn ông được cử làm Tham mưu trưởng trường Sĩ quan Trừ bị Thủ Đức do Đại tá Phạm Văn Cảm làm chỉ huy trưởng.

### Quân đội Việt Nam Cộng hòa
Tháng 5 năm 1955, ông được thăng cấp Thiếu tá nhiệm chức. Sau khi Chính thể Đệ nhất Cộng hòa ra đời (ngày 26 tháng 10 năm 1955), ông chuyển sang phục vụ cơ cấu mới là Quân đội Việt Nam Cộng hòa (đổi tên từ Quân đội Quốc gia Việt Nam). Tháng 7 năm 1956, ông được cử đi du học lớp Chỉ huy và Tham mưu cao cấp tại Học viện Fort Leavenworth, Tiểu bang Kansas, Hoa Kỳ. Đến tháng 8 năm 1957, mãn khóa về nước ông được cử giữ chức vụ Tham mưu trưởng trường Đại học Quân sự do Trung tướng Trần văn Minh làm Chỉ huy trưởng.
Tháng 6 năm 1960, chuyển trở lại đơn vị Bộ binh, ông được chỉ định làm Tham mưu trưởng Sư đoàn 7 Bộ binh. Đến tháng 4 năm 1962, ông được thăng cấp Trung tá giữ chức vụ Phó Tư lệnh kiêm Tham mưu trưởng Sư đoàn 7. Tháng 12 cùng năm, ông được thăng cấp Đại tá và được bổ nhiệm làm Tư lệnh Sư đoàn 7 thay thế Thiếu tướng Huỳnh Văn Cao đi làm Tư lệnh Quân đoàn IV và Vùng 4 chiến Thuật.
Cuối năm 1963, sau cuộc đảo chính Tổng thống Ngô Đình Diệm (ngày 1 tháng 11), ông được lệnh bàn giao chức vụ Tư lệnh Sư đoàn 7 lại cho Đại tá Nguyễn Hữu Có, sau đó ông được chuyển về Bộ Tổng tham mưu giữ chức vụ Trưởng phòng 4 đặc trách Tiếp vận.
Tháng 2 năm 1965, ông được đổi sang làm Trưởng phòng Tổng Quản trị thay thế Đại tá Trần Văn Trung được cử đi làm Chỉ huy trưởng trường Bộ binh Thủ Đức. Tháng 11 cùng năm, nhận lệnh bàn giao Phòng Tổng quản trị lại cho Trung tá Đồng Văn Khuyên, chuyển qua Bộ Quốc phòng ông được bổ nhiệm làm Giám đốc Nha động viên thay thế Trung tá Trần Văn Vân.
Ngày Quân lực 19 tháng 6 năm 1968, ông được thăng cấp Chuẩn tướng nhiệm chức. Đến đầu tháng 7 năm 1970, ông được thăng Thiếu tướng nhiệm chức.
Tháng 9 năm 1973, Nha động viên được cải tổ thành Tổng nha Nhân lực. Ông mang chức danh mới là Tổng Giám đốc. Ông cũng là người đảm trách chức vụ này với thời gian lâu nhất (từ năm 1965 đến năm 1975).
- Tổng nha Nhân lực vào thời điểm cuối tháng 4/1975, nhân lực trong Tổng nha được phân bổ trách nhiệm như sau:
-Tổng Giám đốc - Thiếu tướng Bùi Đình Đạm
-Phụ tá Hành chính - Đại tá Huỳnh Ngọc Lang[10]
-Phụ tá Thanh Tra - Đại tá Nguyễn Đức Đệ[11]
-Giám đốc Nha Trừ bị - Đại tá Trần Ngọc Thống[12]
-Giám đốc Nha Quân dịch - Trung tá Lê Hoàng Thành

## 1975
Ngày 30 tháng 4, ông cùng gia đình di tản sang ra khỏi Việt Nam. Sau đó sang Hoa Kỳ định cư tại San Jose, California.
Năm 1983, ông tốt nghiệp Cao học Xã hội (MSW) tại Viện Đại học San Jose, California, Hoa Kỳ.
Ngày 30 tháng 5 năm 2009, ông từ trần tại nơi định cư. Hưởng thọ 83 tuổi.

## Huy chương
-Bảo quốc Huân chương đệ tam đẳng
-Lục quân Huân chương đệ I hạng
-9 Anh dũng Bội tinh (gồm các đẳng cấp).
-Chương mỹ Bội tinh đệ I hạng
-20 huy chương quân sự và dân sự.
-Huy chương The Legion Merit (Degree Officer, Hoa Kỳ)
-Huy chương Order of National Security Merit Cheon-Su Medal (Đại Hàn)
-Huy chương Medal of Precious Tripod (Trung hoa Quốc gia).

## Tác phẩm
-"Những áng văn hay" với bút hiệu Đan Phượng